# Gao E
Gao E (chiń. 高娥, ur. 7 listopada 1962 w Shenyang) – chińska strzelczyni, czterokrotna olimpijka (z 1988, 1996, 2000 i 2004). Strzelectwo uprawia od 1976 roku. W 1983 oraz 2013 została mistrzynią kraju. Z zawodu jest nauczycielką. Jest mężatką i ma jedno dziecko.
Czterokrotna medalistka igrzysk azjatyckich: złota w trapie indywidualnym i srebrna w drużynowym z 2002 oraz złota w trapie drużynowym i srebrna w indywidualnym z 2010.

## Wyniki olimpijskie

### IO 1988
- Trap mieszany – 40. miejsce, 137 punktów[8][9]

### IO 1996
- Podwójny trap kobiet – 7. miejsce, 103 punkty[10][11]

### IO 2000
- Trap kobiet –  3. miejsce, 90 punktów[12][13]
- Podwójny trap kobiet – 9. miejsce, 98 punktów[14][15]

### IO 2004
- Trap kobiet — 17. miejsce, 48 punktów[16]
- Podwójny trap kobiet –  3. miejsce, 142 punkty[17].